# Окано, Масаюки
Масаюки Окано (яп. 岡野 雅行 Окано Масаюки, род. 25 июля 1972, Иокогама) — японский футболист, в разное время выступал на позициях правого полузащитника, атакующего полузащитника и нападающего. Ныне генеральный менеджер клуба «Гайнарэ Тоттори»

## Карьера

### В клубах
Большую часть карьеры выступал за клуб «Урава Ред Даймондс» (1994—2001, 2004—2008), с которым в 1990-х пребывал в середине турнирной таблицы, а в 1999 году на один сезон покинул первый дивизион J. League. Вернувшись, в 2001 году перешёл по ходу чемпионата в «Виссел Кобэ». С новым клубом Масаюки выступал также неудачно, вернувшись в 2004 году обратно в «Редс». В первом же сезоне он принял участие в финальных играх Сантори, где клуб уступил «Йокогаме Ф. Марионс», соответственно став по итогам сезона вторым. Повторив результат и на следующий год, в 2006 году команда первенствовала в чемпионате. В 2007 году Окано вновь стал серебряным призёром J. League, но главным успехом команды стала победа в Лиге чемпионов и последующее третье место на клубном чемпионате мира, проходившем в Японии. В 2008 году команду в полуфинале континентального турнира остановили соотечественники — команда «Гамба Осака».
В 2009 году присоединился к гонконгскому клубу «ТШВ Пегасус», в составе которого отыграл вторую половину сезона 2008/09, который был первым в истории команды. За этот свой короткий зарубежный вояж Окано стал серебряным призёром Кубка лиги и Кубка страны.
Ныне капитан клуба «Гайнарэ Тоттори», в сезоне 2010 года команда вышла во второй дивизион J. League, где стала 19-й. В сезоне 2013 года команда вылетела обратно в Японскую футбольную лигу, а Окано завершил карьеру игрока, став генеральным директором клуба.

### В сборной
В составе сборной Японии провёл 25 матчей, забив 2 мяча. Примечательно, что второй гол был забит им в дополнительное время стыкового матча к чемпионату мира 1998 года против Ирана, а так как тогда действовало правило золотого гола, именно он оформил первое участие страны в мировом первенстве. На том первенстве сам он провёл только 29 минут в игре с Хорватией.

## Вне поля
Перед чемпионатом мира 1998 года заключил контракт со швейцарским производителем часов Swatch, по которому рекламировал наручные часы Goal, появляясь в них на страницах печатных изданий с обнажённым торсом.

## Достижения

### Командные
Как игрока национальных сборных Японии:
- Чемпионат мира:
  - Участник: 1998
- Кубок Короля Фахда:
  - Участник: 1995
- Кубок Азии:
  - Участник: 1996
- Кубок Америки:
  - Участник: 1999

Как игрока «Уравы Ред Даймондс»:
- Чемпионат мира:
  - Бронзовый призёр: 2007
- Лига чемпионов АФК:
  - Победитель: 2007
- A3 Кубок чемпионов:
  - Третье место: 2007
- Суперкубок Японии:
  - Победитель: 2006
  - Серебряный призёр: 2007
- Чемпионат Джей-лиги:
  - Второе место: 2004
- Джей-лига:
  - Чемпион: 2006
  - Первое место: 2004 (второй этап)
  - Второе место: 2005, 2007
  - Третье место: 1995 (первый этап), 1998 (второй этап), 2004 (первый этап)
- Кубок Японии:
  - Победитель: 2005/06, 2006/07
- Кубок Джей-лиги:
  - Серебряный призёр: 2004
- Второй дивизион Джей-лиги:
  - Второе место: 2000 (выход в первый дивизион Джей-лиги)

Как игрока «ТШВ Пегасус»:
- Кубок Гонконга:
  - Серебряный призёр: 2008/09
- Кубок гонконгской лиги:
  - Серебряный призёр: 2008/09

Как игрока «Гайнарэ Тоттори»:
- Японская футбольная лига:
  - Победитель: 2010 (выход во второй дивизион Джей-лиги)

### Личные
- Лучшие одиннадцать Джей-лиги: 1996
- Награда за слуги перед японским футболом: 2014[5]